# Hogna idonea
Hogna idonea Roewer, 1959 è un ragno appartenente alla famiglia Lycosidae.

## Caratteristiche
La parte frontale dei cheliceri e del clipeo è di colore biancastro e ricoperta di una folta peluria.
L'olotipo maschile rinvenuto ha lunghezza totale è di 7 mm; la lunghezza del cefalotorace è di 3,0 mm e quella dell'opistosoma è di 4,0 mm.

## Distribuzione
La specie è stata reperita nel Sudafrica meridionale: nei pressi della città di East London, appartenente alla provincia del Capo Orientale.

## Tassonomia
Al 2017 non sono note sottospecie e dal 1959 non sono stati esaminati nuovi esemplari.